# Dinophasma mjobergi
Dinophasma mjobergi är en insektsart som beskrevs av Bragg 200. Dinophasma mjobergi ingår i släktet Dinophasma och familjen Aschiphasmatidae. Inga underarter finns listade i Catalogue of Life.